# Montipora millepora
Montipora millepora là một loài san hô trong họ Acroporidae. Loài này được Crossland mô tả khoa học năm 1952.